# Estación Lules
La Estación Lules fue una estación de ferrocarril de Lules, Tucumán, Argentina. Formó parte del ramal CC12 del Ferrocarril Belgrano, que unía Lamadrid con la estación Tucumán Noroeste.

## Historia
La estación fue construida en 1896, como parte del ramal CC12 del Ferrocarril Belgrano y como punto para transporte de caña de azúcar del Ingenio Mercedes. Fue clausurada en 1977, sin prestar servicios ferroviarios actualmente. En 2008 se propuso rehabilitarlos para construir un tren urbano entre Tafí Viejo y Lules, más no se llevó a cabo. En la actualidad funcionan oficinas municipales en el edificio de la vieja estación y una cancha de basquetbol sobre la vieja playa de maniobras.